# Ace Attorney (film)
 (octobre 2019).
Si vous disposez d'ouvrages ou d'articles de référence ou si vous connaissez des sites web de qualité traitant du thème abordé ici, merci de compléter l'article en donnant les références utiles à sa vérifiabilité et en les liant à la section « Notes et références ».
Pour plus de détails, voir Fiche technique et Distribution.
Ace Attorney  (逆転裁判, Gyakuten saiban) est un film de procès japonais, réalisé par Takashi Miike, sorti en 2012.
Ce film est une adaptation du jeu vidéo d'aventure et du manga Phoenix Wright: Ace Attorney, développés et édités par l'entreprise japonaise Capcom, sorti en 2001 au Japon sur Game Boy Advance.

## Synopsis
Phoenix Wright est un jeune avocat qui débute à peine. Pour l'une de ses première affaires, il va devoir défendre son amie médium Maya Fey, accusée du meurtre de sa sœur Mia Fey, également avocate. Mais en réalité, derrière cette affaire se cache le mystère du procureur Benjamin Hunter, en se confrontant au plus impitoyable des procureurs : Manfred Von Karma.

## Fiche technique
- Titre original : 逆転裁判
- Titre américain : Ace Attorney
- Titre alternatif : Gyakuten saiban
- Réalisation : Takashi Miike
- Scénario : Takeharu Sakurai et Sachiko Ōguchi
- Musique : Kôji Endô
- Sociétés de production : Tōhō
- Pays d'origine :  Japon
- Durée : 135 minutes
- Genre : Comédie dramatique et thriller
- Dates de sortie en salles :
  -  Japon : 11 février 2012
  -  Suisse : 6 juillet 2012 (Festival international du film fantastique de Neuchâtel)
  -  États-Unis : 8 juillet 2012

## Distribution
- Hiroki Narimiya : Ryuuichi Naruhodou (Phoenix Wright)
- Takumi Saito : Reiji Mitsurugi (Miles Edgeworth)
- Mirei Kiritani : Mayoi Ayasato (Maya Fey)
- Akiyoshi Nakao : Masashi Yahari (Larry Butz)
- Shunsuke Daitô : Keisuke Itonokogiri (Dick Gumshoe)
- Rei Dan : Chihiro Ayasato (Mia Fey)
- Akira Emoto : Judge
- Ryō Ishibashi : Gou Karuma (Manfred von Karma)
- Kimiko Yo : Maiko Ayasato (Misty Fey)
- Takehiro Hira : Shin Mitsurugi (Gregory Edgeworth)
- Eisuke Sasai : Yukio Namakura (Robert Hammond)
- Makoto Ayukawa : Masaru Konaka (Redd White)
- Mitsuki Tanimura : Natsumi Oosawagi (Lotta Hart)
- Fumiyo Kohinata : Koutarou Haine (Yanni Yogi)
- Kiba-Chan : Sayuri (Polly)
- Yûko Nakamura : Sayuri Haine (Polly Yogi)
- Miho Ninagawa : Sakura Himegami (Dee Vasquez)
- Kentaro Motomura : Igai (Dee's Lawyer)
- Seminosuke Murasugi : Takefumi Auchi (Winston Payne)
- Ayumu Saitô : Hoshio Yamano (Frank Sahwit)
- Takeru Shibuya : Young Ryuuichi Naruhodou (Phoenix Wright)
- Roi Hayashi : Young Reiji Mitsurugi (Miles Edgeworth)
- Ryôhei Kamamori : Young Masashi Yahari (Larry Butz)
- Minami Hamabe : Young Chihiro Ayasato (Mia Fey)
- Ritoka Nishiguchi : Young Mayoi Ayasato (Maya Fey)
- Yûji Abe : Shingo Outorou (Matt Engarde)
- Takashi Miike : un membre de la galerie de la salle d'audience
- Kazuki Namioka :